# Terpnomyia bicolor
Terpnomyia bicolor är en tvåvingeart som beskrevs av Friedrich Georg Hendel 1909. Terpnomyia bicolor ingår i släktet Terpnomyia och familjen fläckflugor.
Artens utbredningsområde är Peru. Inga underarter finns listade i Catalogue of Life.